# الراكزه السفلى

تعديل مصدري - تعديل

الراكزة السفلى هي إحدى حارات حي المشنة بمدينة إب اليمنية، بلغ تعداد سكانها 1186 نسمة حسب تعداد اليمن لعام 2004.